# ニャム・ニャム
ニャム・ニャム（英: Nyam-Nyam）は、コンゴ共和国原産の狩猟用犬種である。ほとんどがアザンデ族という民族によってのみ飼育されている希少な犬種である。別名はニアム・ニアム（英: Niam-Niam）、アザンディ・ニャム・ニャム （英: Azandie Nyam-Nyam）など。日本でもやや人気のある同国原産のバセンジーとは親せき関係にある。

## 歴史
紀元1世紀から2世紀頃に作出されたと見られている犬種で、バセンジーと同じくエジプト原産のチズムという古代犬種がベースになっているといわれている。このチズムにアフリカニスなどの犬種を交配させて作り出されたのがニャム・ニャムである。パックで大型獣を狩るのに使われ、サイトハント（視覚猟）とセントハント（嗅覚猟）を同時に行い、効率的に獲物を仕留めた。又、あまり狩猟能力が高くなかったり狩猟に興味の無い雄犬は去勢され、ペットや番犬として使われている。こうした選択繁殖を行うことによって狩猟能力と運動神経が高い優れた犬種として長い時間をかけて改良されていったと考えられている。
ニャム・ニャムが初めて外部の人の目に触れたのは1860年代で、ドイツの冒険家によって詳細な記録が残され、本種の事を世界へ知らせた。その後1925年にはロンドンへ、1934年にはジュネーヴへ数頭が輸出されてドッグショーのエキシビションへ出場するなどの活躍を見せたが、それ以外はほとんど外部には輸出されず、現在もほとんどがアザンデ族によってのみ飼育されている。

## 特徴
バセンジーと同じくしなやかな体を持ち身体能力が高く、自分で体を毛づくろいしたりほとんど吠え声を出さない。ピンと立った長めの立ち耳で、尾はゆるめに巻いた巻き尾。コートはなめらかなスムースコートでつやがあり、毛色はイエローがかったタンで、首と胸にはつながった白いマーキングがある。バセンジーよりも額のしわが少なく、脚は少し短いが、スタミナの多さは劣らない。中型犬サイズで性格は警戒心がとても強いが、主人家族にだけは忠実で従順である。

## 参考
『デズモンド・モリスの犬種事典』（誠文堂新光社）デズモンド・モリス著書、福山英也、大木卓訳 誠文堂新光社、2007年